# Frederic Berthold
Pour les articles homonymes, voir Berthold.
Frederic Berthold, né le 3 juin 1991, est un skieur alpin autrichien.

## Biographie
En 2010, il est vice-champion du monde junior de descente. En 2011, il est vice-champion du monde junior de descente et de super G et fait ses débuts en Coupe du monde à Bansko, où il inscrit son premier point au super combiné (30e). Il obtient sa première victoire en Coupe d'Europe en 2012 dans un super combiné.
En janvier 2017, il monte sur son premier podium en Coupe du monde en terminant troisième du combiné de Wengen.

## Palmarès

### Coupe du monde
- Meilleur classement général : 84e en 2017.
- 1 podium[1]

| Année/Classement | Général | Général | Descente | Descente | Slalom | Slalom | Slalom géant | Slalom géant | Super G | Super G | Combiné | Combiné |
| Année/Classement | Class.  | Points  | Class.   | Points   | Class. | Points | Class.       | Points       | Class.  | Points  | Class.  | Points  |
| ---------------- | ------- | ------- | -------- | -------- | ------ | ------ | ------------ | ------------ | ------- | ------- | ------- | ------- |
| 2011             | 167e    | 1       | -        | -        | -      | -      | -            | -            | -       | -       | 56e     | 1       |
| 2012             | 143e    | 4       | -        | -        | -      | -      | -            | -            | 58e     | 4       | -       | -       |
| 2013             | 107e    | 22      | 41e      | 22       | -      | -      | -            | -            | -       | -       | -       | -       |
| 2014             | 129e    | 8       | 51e      | 2        | -      | -      | -            | -            | -       | -       | 35e     | 6       |
| 2017             | 84e     | 72      | 43e      | 12       | -      | -      | -            | -            | -       | -       | 8e      | 60      |
| 2018             | 129e    | 15      | -        | -        | -      | -      | -            | -            | -       | -       | 25e     | 15      |

### Coupe d'Europe
- 3 victoires (2 en descente, 1 en super combiné).

### Championnats du monde junior
- Megève 2010 :
  -  Médaille d'argent de la descente
- Crans Montana 2011 :
  -  Médaille d'argent de la descente
  -  Médaille d'argent du super G.

### Championnats d'Autriche
- Champion de la descente en 2014.
- Champion du super combiné en 2014.